# Luigi Brusotti

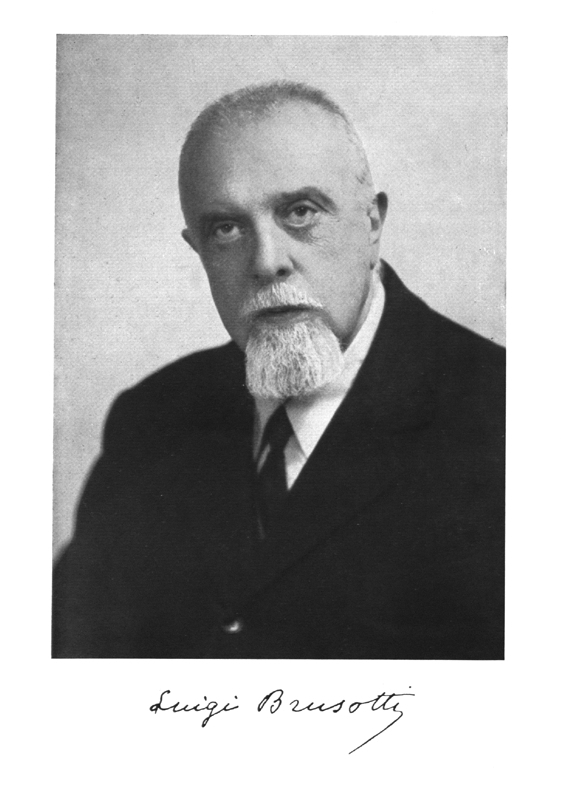
Luigi Brusotti, Annuario dell'Università di Pavia 1958-59, p. 399

Luigi Brusotti (Pavia, 1877 – Padova, 1959) è stato un matematico italiano.

## Biografia
Nato a Pavia da Ferdinando (1839-1899), laureatosi in ingegneria a Torino e professore all’Università degli Studi di Pavia, e da Camilla Franchi, frequentò il Liceo Classico Ugo Foscolo di Pavia dove ebbe come insegnante di Scienze naturali il prof. Angelo De Carlini che lo ringrazia nella sua pubblicazione Artropodi di Val Vigezzo, nella quale afferma: Oltre che dei rincoti, ortotteri ed aracnidi, da me raccolti, presento un elenco di 124 specie di lepidotteri, presi da due distinti dilettanti e miei carissimi allievi, fratello e sorella Brusotti, e da loro per la massima parte determinati, verificandone io stesso le determinazioni. [...] Esprimo vivi ringraziamenti [...] ai miei amici Brusotti che molto mi aiutarono nella raccolta.
Luigi infatti ha una sorella, Marina (1875-1967), che poi in età adulta sposerà Vittorio Gallo.  
Luigi nacque quindi in una famiglia propensa alla ricerca scientifica. 
Prosegue gli studi sempre a Pavia con Luigi Berzolari, Ernesto Pascal e Ferdinando Aschieri e ottiene la laurea nel 1899. Studia poi a Pisa con Eugenio Bertini e Luigi Bianchi. Per vent'anni è insegnante nelle scuole secondarie superiori e nel 1926 ottiene una cattedra di geometria a Cagliari. Dal 1928 è a Pisa e dal 1931 al 1951 a Pavia. 
È stato uno dei maggiori specialisti della geometria algebrica reale e si è impegnato nello studio della didattica della matematica.
Tra i suoi allievi vanno ricordati Giuseppina Biggiogero e Vittorio Emanuele Galafassi.
Membro dell'Istituto Lombardo e corrispondente dell'Accademia nazionale dei Lincei.

## Fondo Luigi Brusotti
Dopo la morte di Luigi Brusotti la sorella Marina, sua erede universale, decide di donare la biblioteca personale dello studioso all’Istituto di Geometria dell’Università di Pavia, presso cui Brusotti aveva insegnato dal 1910 al 1953.
La Facoltà esprime parere favorevole all’accettazione del dono, considerati il notevole pregio e il rilevante valore del materiale sia librario che archivistico. L’accettazione avviene, previa autorizzazione prefettizia nel novembre dello stesso anno. La donazione completa comprende l’intero studio privato di Brusotti: 4 librerie con i libri che li contengono (circa 600, di cui circa 130 antichi), alcuni mobili  e suppellettili che consentono di mantenere l'ordinamento originale della biblioteca privata. 
Il fondo non è identificabile da un contrassegno specifico apposto dal donatore ma da un timbro della biblioteca apposto al momento della presa in carico.
Il fondo comprende testi di matematica e ingegneria, scienze naturali ed agraria, classici della letteratura, edizioni storiche della Bibbia, oltre che numerosi fascicoli di periodici, perlopiù dei primi decenni del Novecento, e un consistente archivio ancora da esplorare che comprende fotografie, lettere, ritratti, ecc. relativi al donatore, parecchi quaderni manoscritti di Brusotti studente (appunti molto curati di corsi seguiti) e di Brusotti docente (Conferenze di geometria superiore e di Matematiche complementari), oltre a manoscritti del padre Ferdinando e di altri matematici italiani. Il fondo è ora confluito nella Biblioteca della Scienza e della Tecnica.
Una parte dei volumi è stata digitalizzata ed è consultabile on line.